# Kretamalva
Kretamalva (Malva cretica) är en malvaväxtart som beskrevs av Antonio José Cavanilles. Kretamalva ingår i malvasläktet som ingår i familjen malvaväxter. Arten förekommer tillfälligt i Sverige, men reproducerar sig inte.

## Underarter
Arten delas in i följande underarter:
- M. c. althaeoides
- M. c. cretica